# أندريه فولوديميروفيتش
أندريه فولوديميروفيتش تسوريكوف بالأوكراني: Андрій Володимирович ؛уріков من مواليد 5 أكتوبر 1992 هو مدافع كرة قدم أوكراني يلعب مع نادي يابلونك.

## الاندية
فولوديميروفيتش هو نتاج نظام فريق شباب ميتالورغ زابوريجيا. كان مدربه الأول فولوديمير شابوفالوف لأول مرة مع نادي ميتالوره حيث دخل بدوام كامل ضد أف سي كارباتي لفيف في 25 يوليو 2010 في الدوري الأوكراني الممتاز.

## الأنجازات
كأس اوكرانيا موسم 2013/-14

## روابط خارجية
- أندريه فولوديميروفيتش على موقع الاتحاد الأوربي (الإنجليزية)
- أندريه فولوديميروفيتش على موقع اتحاد أوكرانيا (الإنجليزية)
- أندريه فولوديميروفيتش على موقع قاعدة بيانات كرة القدم.إي يو (الإنجليزية)
- أندريه فولوديميروفيتش على موقع Soccerbase.com (لاعب) (الإنجليزية)
- أندريه فولوديميروفيتش على موقع Soccerway.com (الإنجليزية)
- أندريه فولوديميروفيتش على موقع عالم كرة القدم.نت (الإنجليزية)